# ルイス・フェルナンド・モントージャ
ルイス・フェルナンド・モントージャ（Luis Fernando Montoya、1961年7月23日 - ）は、コロンビア出身の元サッカー指導者。
2003年、コロンビアリーグでオンセ・カルダスをリーグ初優勝に導いた。翌2004年のコパ・リベルタドーレスでは決勝トーナメントに入ってからサントスFC、サンパウロFCなどの南米でも名だたる強豪クラブを破り、決勝ではボカ・ジュニアーズをPK戦の末に破り優勝した。そして南米クラブ王者としてトヨタカップにチームを導きUEFAチャンピオンズリーグ優勝のポルトガルのFCポルトと対戦した。この試合もPK戦となったが、7-8で敗れた。この年彼は南米最優秀コーチに選ばれた。
トヨタカップ終了後、帰国直後の12月にメデリン近郊のカルダスで強盗に撃たれて、首から下には一生麻痺が残ることとなった。